# Beinn Ìme
Der Beinn Ìme ist ein 1.011 m (3.317 ft) hoher Berg in Schottland. Sein gälischer Name bedeutet ungefähr Butterhügel. Der Berg ist die höchste Erhebung der Arrochar Alps. Diese Berggruppe liegt zwischen dem nördlichen Ende von Loch Long und dem Westufer von Loch Lomond in den südlichen Highlands im Loch Lomond and the Trossachs National Park. Der Beinn Ìme ist als Munro eingestuft. 

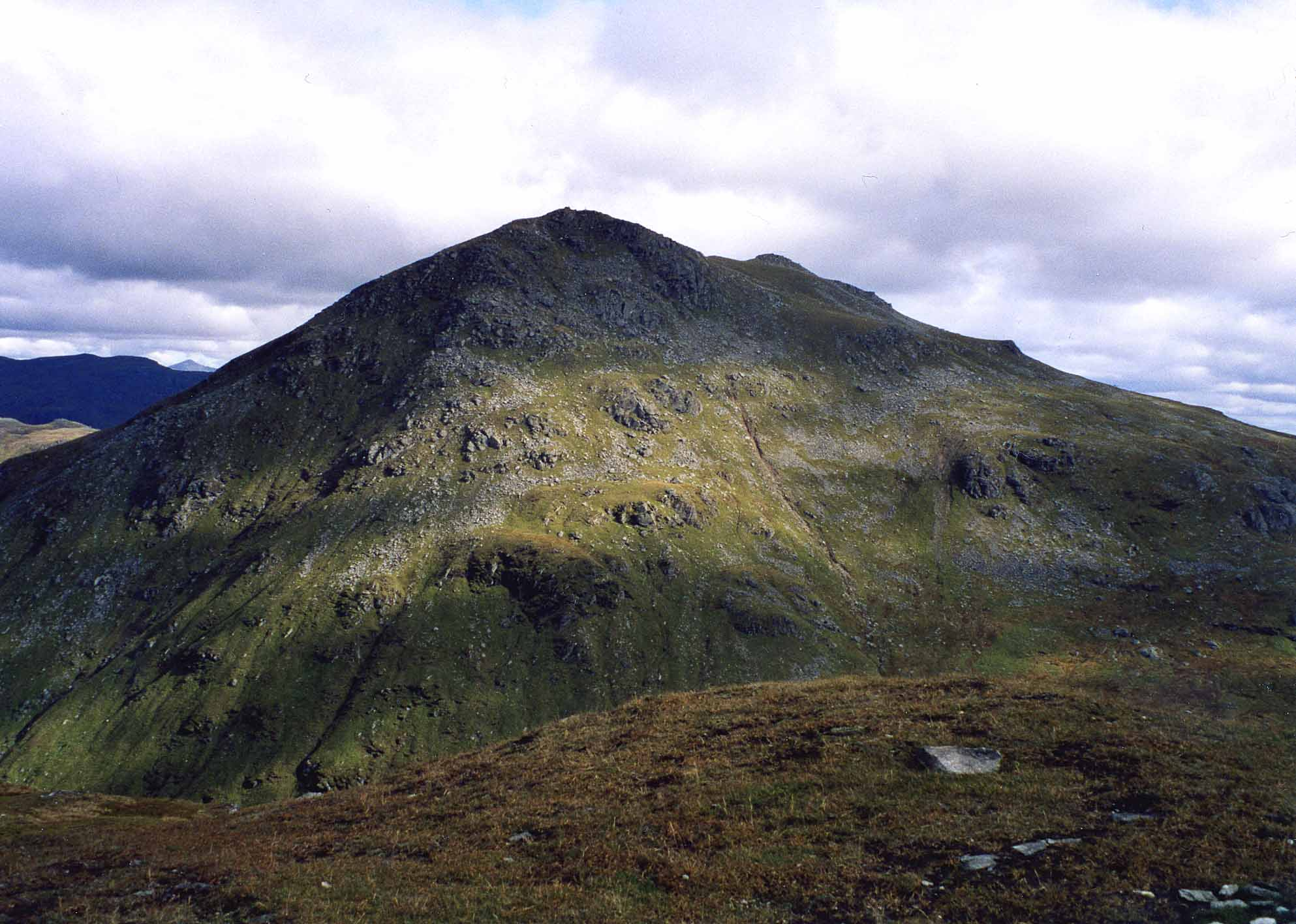
Der Beinn Ìme vom südwestlich gelegenen Beinn Luibhean gesehen

Wie auch die übrigen Berge der Arrochar Alps, deren bekanntester Gipfel der auch als The Cobbler bezeichnete Ben Arthur ist, ist der Beinn Ìme ein ausgeprägt felsiger Berg, dessen steiler pyramidenförmiger Gipfel am östlichen Ende von Glen Kinglas aufragt. Als höchster Berg der Gruppe ist er nach dem Ben Arthur der bei Bergsteigern beliebteste Berg der Arrochar Alps. Der leichteste Zustieg verläuft über den Bealach a’ Mhaim, einen Bergsattel südöstlich des Gipfels, der die Verbindung zum Ben Arthur sowie dem östlich gelegenen Beinn Narnain darstellt. Im Unterschied zu den anderen, steil und felsig abfallenden Seiten des Beinn Ìme ist die Südostseite leichter begehbar. Zugang zum Bealach a’ Mhaim besteht von Succoth, einer kleinen Ortschaft am Nordende von Loch Long. Ein weiterer Anstieg führt von Westen aus Glen Kinglas nördlich des Aussichtspunkts Rest and Be Thankful an der A83 zum Beinn Ìme.